# Rio Monte Creek
O rio Monte Creek é um rio das Bahamas, na Ilha Andros.